# 인디안헤드외국인학교
인디안헤드외국인학교(Indianhead International School)는 경기도 의정부시에 소재한 신한대학교 내에 있었던 외국인학교이다. 유치원부터 고등학교까지의 과정을 운영했었다.

## 연혁
- 1999년 9월 1일 : 개교
- 2012년 8월 31일 : 폐교

## 같이 보기
- 신흥대학교, 한북대학교
- 신흥고등학교
- 신흥중학교 (경기)